# چشم‌چران (فیلم ۱۹۹۴)
چشم‌چران (ایتالیایی: L'uomo che guarda) فیلمی به کارگردانی تینتو براس است که در سال ۱۹۹۴ منتشر شد. از بازیگران آن می‌توان به مرتین بروشار و کریستینا گاراوالیا اشاره کرد.